# Australia en los Juegos Paralímpicos de Río de Janeiro 2016
Australia estuvo representada en los Juegos Paralímpicos de Río de Janeiro 2016 por un total de 170 deportistas, 101 hombres y 69 mujeres.

## Medallistas
El equipo paralímpico australiano obtuvo las siguientes medallas:
| Nombre | Deporte                  | Evento                                       |
| --- | ------------------------ | -------------------------------------------- |
| Oro |                          |                                              |
| Scott Reardon | Atletismo                | 100 m T42 masculino                          |
| James Turner | Atletismo                | 800 m T36 masculino                          |
| Brayden Davidson | Atletismo                | Salto de longgitud T36 masculino             |
| David Nicholas | Ciclismo en pista        | Persecución individual C3 masculino          |
| Carol Cooke | Ciclismo en ruta         | Ruta T1-2 femenino                           |
| Carol Cooke | Ciclismo en ruta         | Contrarreloj T1-2 femenino                   |
| Maddison Elliott | Natación                 | 50 m libre S8 femenino                       |
| Maddison Elliott | Natación                 | 100 m libre S8 femenino                      |
| Tiffany Thomas Kane | Natación                 | 100 m braza SB6 femenino                     |
| Ellie Cole | Natación                 | 100 m espalda S9 femenino                    |
| Rachael Watson | Natación                 | 50 m libre S4 femenino                       |
| Lakeisha Patterson | Natación                 | 400 m libre S8 femenino                      |
| Ellie Cole Maddison Elliott Ashleigh McConnell Lakeisha Patterson                                                                                  | Natación                 | 4 × 100 m libre (34 ptos.) femenino          |
| Timothy Disken | Natación                 | 100 m libre S9 masculino                     |
| Brenden Hall | Natación                 | 400 m libre S9 masculino                     |
| Curtis McGrath | Piragüismo               | KL2 masculino                                |
| Ryley Batt Chris Bond Cameron Carr Nazim Erdem Andrew Harrison Josh Hose Jason Lees Ryan Scott Andrew Edmondson Ben Fawcett Matt Lewis Jayden Warn | Rugby en silla de ruedas | Torneo mixto                                 |
| Dylan Alcott | Tenis en silla de ruedas | Quad individual mixto                        |
| Dylan Alcott Heath Davidson | Tenis en silla de ruedas | Quad dobles mixto                            |
| Katie Kelly | Triatlón                 | PT5 femenino                                 |
| Daniel Fitzgibbon Liesl Tesch | Vela                     | SKUD18 de dos personas mixto                 |
| Russell Boaden Jonathan Harris Colin Harrison | Vela                     | Sonar de tres personas mixto                 |
| Plata |                          |                                              |
| Isis Holt | Atletismo                | 100 m T35 femenino                           |
| Isis Holt | Atletismo                | 200 m T35 femenino                           |
| Madison de Rozario | Atletismo                | 800 m T53 femenino                           |
| Taylor Doyle | Atletismo                | Salto de longitud T38 femenino               |
| Angela Ballard Christie Dawes Madison de Rozario Jemima Moore                                                                                      | Atletismo                | 4 × 400 m T53/54 femenino                    |
| Rheed McCracken | Atletismo                | 100 m T34 masculino                          |
| Evan O'Hanlon | Atletismo                | 100 m T38 masculino                          |
| Deon Kenzie | Atletismo                | 1500 m T38 masculino                         |
| Kurt Fearnley | Atletismo                | Marathon T54 masculino                       |
| Susan Powell | Ciclismo en pista        | Persecución individual C4 femenino           |
| Amanda Reid | Ciclismo en pista        | 500 m contrarreloj C1-3 femenino             |
| Kyle Bridgwood | Ciclismo en pista        | Persecución individual C4 masculino          |
| Alistair Donohoe | Ciclismo en pista        | Persecución individual C5 masculino          |
| Kyle Bridgwood | Ciclismo en ruta         | Contrarreloj C4 masculino                    |
| Alistair Donohoe | Ciclismo en ruta         | Contrarreloj C5 masculino                    |
| Stuart Tripp | Ciclismo en ruta         | Contrarreloj H5 masculino                    |
| Lakeisha Patterson | Natación                 | 50 m libre S8 femenino                       |
| Lakeisha Patterson | Natación                 | 100 m libre S8 femenino                      |
| Ellie Cole | Natación                 | 50 m libre S9 femenino                       |
| Ellie Cole | Natación                 | 400 m libre S9 femenino                      |
| Maddison Elliott | Natación                 | 100 m espalda S8 femenino                    |
| Monique Murphy | Natación                 | 400 m libre S10 femenino                     |
| Ellie Cole Madeleine Scott Maddison Elliott Lakeisha Patterson                                                                                     | Natación                 | 4 × 100 m estilos (34 ptos.) femenino        |
| Blake Cochrane | Natación                 | 100 m braza SB7 masculino                    |
| Timothy Disken | Natación                 | 50 m libre S9 masculino                      |
| Brenden Hall | Natación                 | 100 m libre S9 masculino                     |
| Amanda Reynolds | Piragüismo               | KL3 femenino                                 |
| Erik Horrie | Remo                     | Scull individual ASM1x masculino             |
| Samuel Von Einem | Tenis de mesa            | Individual 11 masculino                      |
| Matthew Bugg | Vela                     | 2.4mR individual mixto                       |
| Bronce |                          |                                              |
| Angela Ballard | Atletismo                | 100 m T53 femenino                           |
| Angela Ballard | Atletismo                | 400 m T53 femenino                           |
| Louise Ellery | Atletismo                | Peso F32 femenino                            |
| Katherine Proudfoot | Atletismo                | Peso F36 femenino                            |
| Claire Keefer | Atletismo                | Peso F41 femenino                            |
| Jodi Elkington-Jones | Atletismo                | Salto de longitud T37 femenino               |
| Carlee Beattie | Atletismo                | Salto de longitud T47 femenino               |
| Jodi Elkington-Jones Ella Pardy Erin Cleaver Isis Holt                                                                                             | Atletismo                | 4 × 100 m T35-38 femenino                    |
| Chad Perris | Atletismo                | 100 m T13 masculino                          |
| Rheed McCracken | Atletismo                | 800 m T34 masculino                          |
| Michael Roeger | Atletismo                | 1500 m T46 masculino                         |
| Kurt Fearnley | Atletismo                | 5000 m T54 masculino                         |
| Todd Hodgetts | Atletismo                | Peso F20 masculino                           |
| Aaron Chatman | Atletismo                | Salto de altura T47 masculino                |
| Jessica Gallagher | Ciclismo en pista        | 1 km contrarreloj B femenino                 |
| Susan Powell | Ciclismo en ruta         | Contrarreloj C4 femenino                     |
| Kieran Modra | Ciclismo en ruta         | Contrarreloj B masculino                     |
| Tiffany Thomas Kane | Natación                 | 50 m libre S6 femenino                       |
| Tiffany Thomas Kane | Natación                 | 50 m mriposa S6 femenino                     |
| Tiffany Thomas Kane | Natación                 | 200 m estilos SM6 femenino                   |
| Katja Dedekind | Natación                 | 100 m espalda S13 femenino                   |
| Ellie Cole | Natación                 | 100 m libre S9 femenino                      |
| Lakeisha Patterson | Natación                 | 200 m estilos SM8 femenino                   |
| Brenden Hall | Natación                 | 100 m espalda S9 masculino                   |
| Daniel Fox | Natación                 | 200 m libre S14 masculino                    |
| Matthew Levy | Natación                 | 200 m estilos SM7 masculino                  |
| Timothy Disken | Natación                 | 200 m estilos SM9 masculino                  |
| Susan Seipel | Piragüismo               | KL2 femenino                                 |
| Jonathon Milne | Tiro con arco            | Compuesto individual clase abierta masculino |